# 石川尚代
石川尚代，汉名韩晓清，日籍华人，现任株式会社日中新闻社社长、曾与《人民日报海外版》有合作关系。人民日报海外版已于2012年8月29日向株式会社日中新闻社发出《终止合作通知》的告知函，终止与日中新闻社以及韩晓清本人的一切合作关系，并告知不得盗用人民日报海外版的名义开展任何活动。但是韩晓清被发现仍旧多次盗用人民日报海外版的名义从事活动。

## 生平
石川尚代出生在中国大陆，后来留学日本，并且加入日本籍。在其“保钓害国论”受到舆论抨击后，石川尚代自己宣称她仍然是中国国籍，虽然事实上她已经持有日本国籍。
2000年8月，石川尚代在日本创办了“日中新闻社”，担任社长。
2007年9月，《人民日报》和“日中新闻社”合作，石川尚代出任《人民日报》日本支社社长。
2012年8月29日，人民日报海外版已于向株式会社日中新闻社发出《终止合作通知》的告知函，终止与其合作协议。但是日本日中新闻社网站和韩晓清（石川尚代）被发现其仍然在盗用人民日报海外版的名义，迫使人民日报海外版分别在2012年9月28日、2016年4月7日、2019年2月16日，数次发表严正声明，人民日报海外版已经终止与日中新闻社以及韩晓清本人的一切合作关系，并告知不得盗用人民日报海外版的名义开展任何活动。韩晓清被发现其仍在盗用人民日报海外版的名义从事活动，对此人民日报海外版宣称将保留依照中国法律、法规和日本当地法律向日中新闻社和韩晓清本人追究法律责任的权利。

## 思想
石川尚代虽然出生在中国大陆有华人血统，但是已经加入日本国籍，言论和行动都代表日本利益。
2012年8月，启丰二号保钓事件，石川尚代在“日中新闻社”发表文章《保钓登岛破坏国家战略 是害国行为》，提出“保钓害国论”，文章认为中国目前的主要任务是发展经济，并且追忆中国经济现代化是“没有后来的日本的日元借款（ODA），也就没有现在的中国现代化”，最后得出结论“笔者认为香港、台湾、大陆所谓的保钓人士所做的登陆钓鱼岛行动，不管他们出于什么动机，都不是爱国行为，而是害国行为。”
2012年9月，韩晓清特向环球网来信进行回应。她首先向所有保钓人士和团体表示歉意，并承认将保钓行动归为“害国”行动的观点是错误的。